# Damjane
Damjan en albanais et Damjane en serbe latin (en serbe cyrillique : Дамјане) est une localité du Kosovo située dans la commune/municipalité de Gjakovë/Đakovica, district de Gjakovë/Đakovica (Kosovo) ou de Pejë/Peć (Serbie). Selon le recensement kosovar de 2011, elle compte 5 133 habitants.

## Histoire
Sur le territoire du village se trouve un site archéologique qui remonte au Moyen Âge, proposé pour une inscription sur la liste des monuments culturels du Kosovo.

## Démographie

### Évolution historique de la population dans la localité
| 1948  | 1953  | 1961  | 1971  | 1981  | 1991  | 2011  |
| ----- | ----- | ----- | ----- | ----- | ----- | ----- |
| 1 256 | 1 393 | 1 683 | 2 279 | 3 077 | 3 519 | 5 133 |

|  |

### Répartition de la population par nationalités (2011)
En 2011, les Albanais représentaient 99,86 % de la population.